# Česko-moldavské vztahy

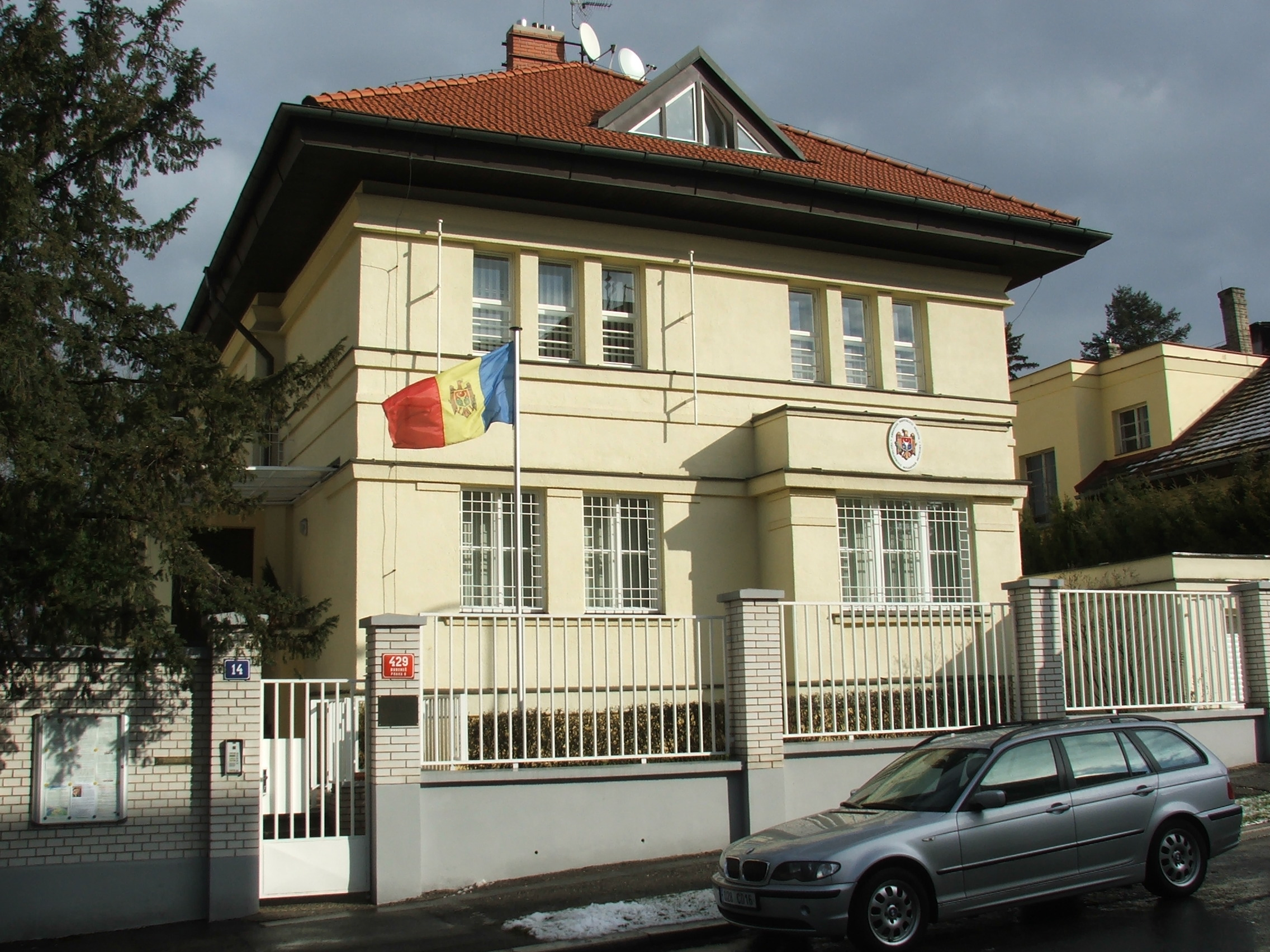
Velvyslanectví Moldavska v Praze, Juárezova 14 160 00 Praha 6 - Bubeneč

Česko-moldavské vztahy jsou zahraniční vztahy Česka a Moldavska. Česko má velvyslanectví v Kišiněvě a honorární konzulát v Bălți. Moldavsko má velvyslanectví v Praze.
Nová stavba velvyslanectví Moldavska v Praze byla otevřena 2. září 1998 moldavskou premiérkou Zinaidou Greceanîiovou a českým premiérem Mirkem Topolánkem.
V roce 2010 byl moldavským velvyslancem v České republice jmenován Ștefan Gorda. V roce 2016 byl velvyslancem v Česku jmenován Vitalie Rusu. V současnosti tento úřad zastává Alexandru Codreanu. 
Českým velvyslancem v Moldavsku je v současnosti Stanislav Kázecký. Funkci honorárního konzula zastává Mihail Ceban.
Česká republika je členem EU. Moldavsko o členství v ní požádalo v roce 2022. Obě země jsou řádnými členy OBSE a RE. Česká republika je pozorovatelskou zemí BSCE.